# 573 Batalion Kozacki
573 Batalion Kozacki (niem. Kosaken-Bataillon 573, ros. 573-й казачий батальон) – oddział wojskowy Wehrmachtu złożony z Kozaków podczas II wojny światowej
W grudniu 1942 r. w obozie zbiorczym dla Kozaków w Szepietowce na Ukrainie został sformowany 10 Doński Pułk Kozacki. Składał się z dwóch dywizjonów kawalerii (osiem sotni). Liczył ok. 800 ludzi, w tym 37 oficerów. Na ich czele stanął esauł Grigorij Niechajew. Od stycznia 1943 r. pułk pełnił zadania ochronne w rejonie Łuniniec-Hancewicze. 9 listopada tego roku przemianowano go na 573 Batalion Kozacki. Prawdopodobnie w grudniu wszedł w skład 37 Kozackiego Pułku Policyjnego.